# Heterocerus jujuyensis
Heterocerus jujuyensis is een keversoort uit de familie oevergraafkevers (Heteroceridae). De wetenschappelijke naam van de soort is voor het eerst geldig gepubliceerd in 1999 door Trémouilles.